# Kirche Maria Namen (Novi Sad)

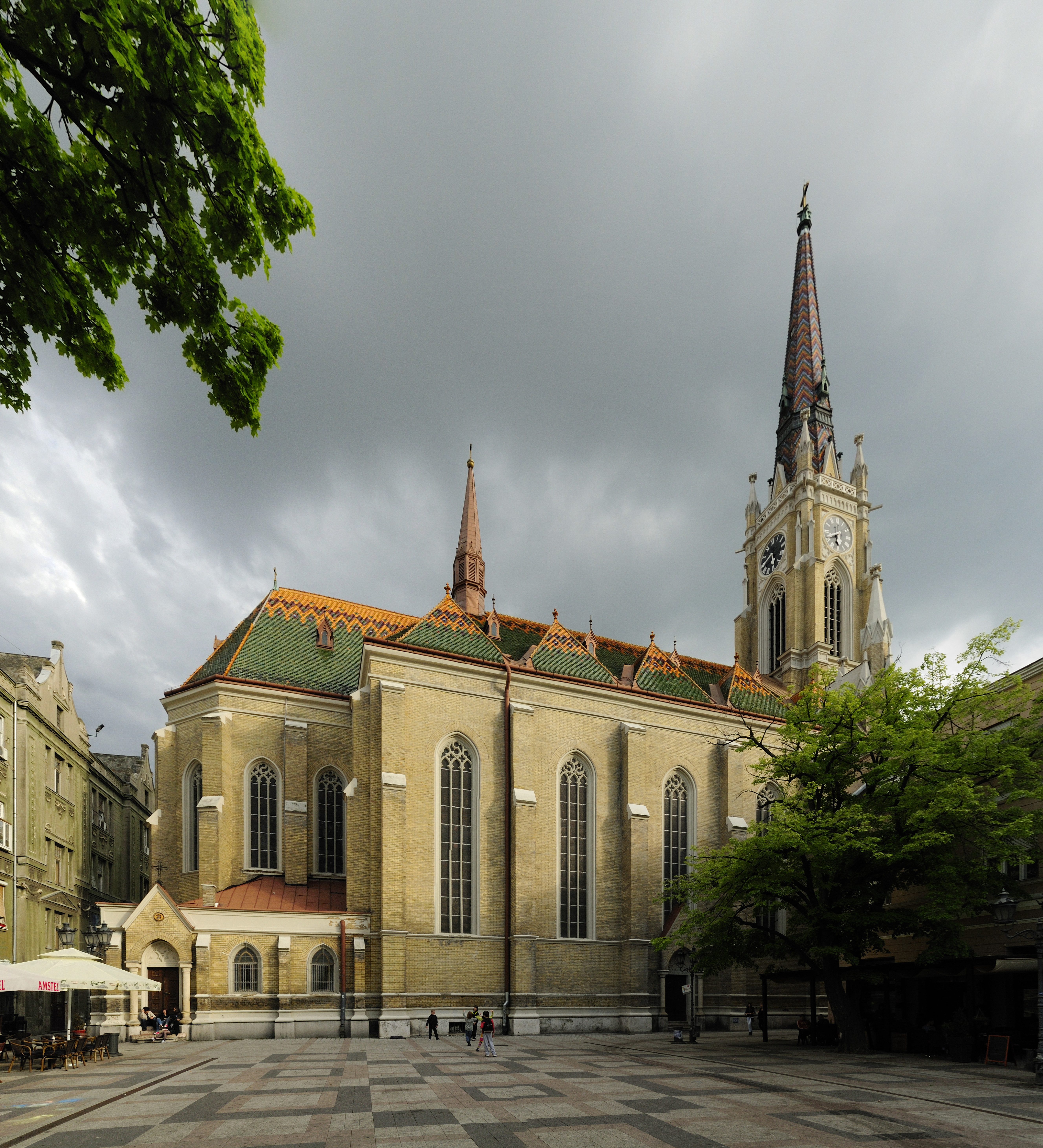
Kirche Maria Namen in Neusatz

Die Kirche Maria Namen (serbisch Црква имена Маријиног Crkva imena Marijinog) ist eine römisch-katholische Kirche in Neusatz in Serbien. Sie ist der Gottesmutter Mariä Hl. Namen geweiht.

## Geschichte
Die erste römisch-katholische Kirche in Neusatz wurde 1742 als kleiner einfacher Kirchenbau errichtet. Diese wurde in den Revolutionsjahren 1848 zerstört. Die renovierte Kirche fand nicht den Gefallen der katholischen Bürger, hauptsächlich Donauschwaben, weswegen diese eine Initiative für eine neue Kirche starteten, die Novi Sad als freie königliche Stadt gerecht werden sollte. 1891 begann schließlich nach den Plänen des Architekten Georg Molnar der Bau einer neuen Kirche, der bis 1894 dauerte. Die Bauleitung führten Stefan Gusek und Karl Lerer. 
Die dreischiffige Hallenkirche hat kein Querhaus. Sie ist 52 m lang, 25 m breit und 22 m hoch. Der Glockenturm hat eine Höhe von 72 m. In der Kirche befinden sich vier Altäre. Der Hauptaltar ist der Gottesmutter Maria geweiht, ihr Bild zieren die ungarischen Könige Stefan und Laszlo. Links des Hauptaltars befindet sich der Altar der Auferstehung Christi mit den Figuren der Apostel Petrus und Paulus. Der dritte Altar ist dem hl. Florian geweiht, dem Schutzpatron der Feuerwehrmänner. Der vierte Altar ist dem Grab Christi geweiht und wird geschmückt mit Engelsfiguren. 1904 wurde die Kirche durch einen Brand schwer beschädigt, danach wieder renoviert.

## Sonstiges
Die Kirche wird auch nur Kathedrale genannt, obwohl sie zum Bistum Subotica gehört und die dortige Kirche St. Theresia von Ávila die Kathedralkirche des Bistums ist.